# Olympische Sommerspiele 1972/Teilnehmer (Swasiland)
| Gelbes Symbol für Goldmedaillen mit stilisierten Olympischen Ringen | Graues Symbol für Silbermedaillen mit stilisierten Olympischen Ringen | Braundes Symbol für Bronzemedaillen mit stilisierten Olympischen Ringen |
| ------------------------------------------------------------------- | --------------------------------------------------------------------- | ----------------------------------------------------------------------- |
| —                                                                   | —                                                                     | —                                                                       |

Swasiland nahm bei den Olympischen Sommerspielen 1972 in München zum ersten Mal an Olympischen Spielen teil. Bei seinem Debüt wurde das Land durch zwei Sportler vertreten.

## Teilnehmer nach Sportarten

### Leichtathletik
- Richard Mabuza
10.000 Meter: Vorläufe
Marathon: 17.

### Schießen
- Philip Serjeant
Trap: 57.
Skeet: nicht beendet